# Microtropis triflora
Microtropis triflora är en benvedsväxtart som beskrevs av Merrill och Freeman. Microtropis triflora ingår i släktet Microtropis och familjen Celastraceae. Inga underarter finns listade.